# Talmas
Talmas é uma comuna francesa na região administrativa de Altos da França, no departamento de Somme. Estende-se por uma área de 19,2 km². Em 2010 a comuna tinha 1 081 habitantes (densidade: 56,3 hab./km²).